# SIG MG 710-3
SIG MG 710-3 — швейцарский единый пулемёт. Производился фирмой SIG Sauer (Schweizerische Industrie Gesellschaft). Был разработан для экспорта. Основой для разработки, которая началась в 1955 году, послужил пулемёт MG 45, созданный на базе MG 42. Автоматика основана на полусвободном затворе и стреляет с открытого затвора. Пулемет SIG MG 710-3 комплектовался складной двуногой сошкой, а также треножным пехотным станком. С начала 1980-х годов выпуск пулемёта был прекращён.

## Использование
- Боливия[3]
- Бруней[3]
- Чили[3]
- Либерия[3]
- Лихтенштейн[4]

## Варианты
- MG-55/Model 55 — обозначение оригинального прототипа[1][2];
- MG 710 — индекс семейства[1][2];
- MG 710-1 (MG-55-1) — экспериментальный, под патрон 6,5×55 мм[1][2];
- MG 710-2 (MG-55-2) — экспериментальный, под патрон 7,92×57 мм[1][2];
- MG 710-3 (MG-55-3) — серийный, под патрон 7,62×51 мм НАТО[1][2].